# 森氏毛茛
森氏毛茛（学名：Ranunculus morii），又名长柄毛茛，为毛茛科毛莨属下的一个种。